# 亠部
亠部（とうぶ）は、漢字を部首によって分類したグループの一つ。
康熙字典214部首では8番目に置かれる（2画の2番目）。

## 概要
「亠」は筆画の「丶」（点）と「一」（横）を組み合わせたものであり、亠部は「亠」を筆画の一部として冠の位置に置く漢字を分類している。
『説文解字』では部首として挙げられておらず、音も意味もなかった。部首として用いられるのは遼の『龍龕手鑑』からである。
単独の「亠」という漢字は本来存在しなかったが、日本の古文献では「音」の略字として用いられたことがあった。
ちなみに『説文解字』では、亡・亢・交・亥・亦・京など、現在亠部に属する漢字の多くが独立した部首となっていたが、いずれも所属漢字が少なく、特に亥部に至っては、十二支の最後ということで、540部首の体系の最後に位置していたが、亥自身しか所属していなかった。

## 字体のデザイン差
印刷書体における「亠」の1画目は地域によって差異があり、『康熙字典』および日本ではこれを短い縦棒とし、中国の新字形・台湾の国字標準字体・香港の常用字字形表ではこれを点画とする。
これはこの字形をもった宀・广・文・方・玄・疒・穴・立・衣・辛・鹿・麻・斉なども同様である。
| 康熙字典 日本 韓国 | 中国 台湾 香港 |
| ------------------ | -------------- |
| 亠                 | 亠             |

## 部首の通称
- 日本：
  - なべぶた（鍋の蓋の形から）
  - けさんかんむり・けいさんかんむり（文鎮の形から。文鎮は易占いの算木に似ることから「卦算」という）
- 中国：文字頭
- 韓国：돼지해머리부（亥年の亥が頭の部）
- 英米：Radical Lid

## 部首字
亠
- 中古漢語
  - 龍龕手鑑 - 徒侯反、音は頭
- 現代漢語
  - 普通話 - ピンイン：tóu 注音：ㄊㄡˊ ウェード式：t'ou2
  - 広東語 - Jyutping:tau4
- 日本語 - 音：トウ
- 朝鮮語 - 音：두 (du)

## 例字
1:亡、2:亢、4:交・亥・亦、5:亨、6：享・京、7:亭・亮、11:亶